# Estació de Pratenc
Pratenc serà una estació del metro de Barcelona on s'aturaran trens de la L10. Actualment es troba en fase de projecte, ja que es tracta d'una actuació independent de la resta del projecte de la L9/L10.
Aquesta estació disposarà d'ascensors i escales mecàniques. Estarà ubicada en un viaducte en el carrer 114 del polígon Pratenc, entre l'antiga llera i l'actual riu Llobregat, i donarà servei a la zona del polígon industrial Pratenc i la ZAL II.
| Metro de Barcelona             |   |       |                 |                        |
| Procedència/Destinació         | < | Línia | >               | Procedència/Destinació |
| terminal                       |   | obres | ZAL \| Riu Vell | Gorg                   |
| Font ampliació: PDI 2009-2018. |   |       |                 |                        |